# Джерело «Зелена криниця»
Джерело «Зелена криниця» — джерело, гідрологічна пам'ятка природи місцевого значення в Україні. Розташована в межах Нараївської сільської громади Тернопільського району Тернопільської області, на хуторі Колонія (на північний захід від села Гайок).

## Пам'ятка
Оголошене об'єктом природно-заповідного фонду рішенням Тернопільської обласної ради від 18 березня 1994 року. Перебуває у віданні Лапшинської сільської ради.

## Характеристика
Площа — 0,2 га. Під охороною — джерело підземних вод, що має науково-пізнавальне й естетичне значення.